# Route d'Occitanie 2020
Route d'Occitanie 2020 er den 44. udgave af det franske landevejscykelløb. Løbet foregår i perioden 1. til 4. august 2020. Løbet er en del af UCI Europe Tour 2020 og er i kategorien 2.1.

## Ryttere og hold
| UCI WorldTeams (8)- AG2R La Mondiale - Astana - Bahrain McLaren - CCC Team - Cofidis - Groupama-FDJ - Ineos - Trek-Segafredo UCI ProTeams (9)- Bardiani CSF Faizanè - B&B Hotels-Vital Concept p/b KTM - Caja Rural-Seguros RGA - Circus-Wanty Gobert - Euskaltel-Euskadi - Nippo Delko One Provence - Riwal Readynez - Arkéa-Samsic - Total Direct Énergie UCI Kontinentalhold (4)- Bike Aid - Equipo Kern Pharma - Natura4Ever-Roubaix Lille Métropole - Saint Michel-Auber 93 |
| |

### Danske ryttere
- Niklas Eg (Trek-Segafredo)
- Andreas Kron (Riwal Readynez Cycling Team)
- Christoffer Lisson (Riwal Readynez Cycling Team)
- Emil Vinjebo (Riwal Readynez Cycling Team)

## Etaperne
| Etape    | Dato    | Start – Mål                          | type              | Afstand (km) | Etapevinder      | Førende rytter |
| -------- | ------- | ------------------------------------ | ----------------- | ------------ | ---------------- | -------------- |
| 1. etape | 1. aug. | Saint-Affrique – Cazouls-lès-Béziers | middel bjergetape | 187          | Bryan Coquard    | Bryan Coquard  |
| 2. etape | 2. aug. | Carcassonne – Cap'Découverte         | kuperet etape     | 174,5        | Sonny Colbrelli  | Bryan Coquard  |
| 3. etape | 3. aug. | Saint-Gaudens – Beyrède-Jumet-Camous | bjergetape        | 163,5        | Egan Bernal      | Egan Bernal    |
| 4. etape | 4. aug. | Lectoure – Rocamadour                | kuperet etape     | 195          | Benoît Cosnefroy | Egan Bernal    |

### 1. etape
| \| Etaperesultat \| Etaperesultat \| Etaperesultat \| Etaperesultat \| Etaperesultat \| \| Rytter \| Rytter \| Hold \| Tid \| \| \| ------------- \| ------------------ \| -------------------------------- \| ------------- \| ------------- \| \| 1. \| Bryan Coquard \| B&B Hotels-Vital Concept p/b KTM \| 4t 35' 00" \| \| \| 2. \| Elia Viviani \| Cofidis \| + 0" \| \| \| 3. \| Sonny Colbrelli \| Bahrain McLaren \| + 0" \| \| \| 4. \| Andrea Pasqualon \| Circus-Wanty Gobert \| + 0" \| \| \| 5. \| Clément Venturini \| AG2R La Mondiale \| + 0" \| \| \| 6. \| Egan Bernal \| Team Ineos \| + 0" \| \| \| 7. \| Josef Černý \| CCC Team \| + 0" \| \| \| 8. \| Romain Bardet \| AG2R La Mondiale \| + 0" \| \| \| 9. \| Anthony Maldonado \| Saint Michel-Auber 93 \| + 0" \| \| \| 10. \| Nick van der Lijke \| Riwal Readynez \| + 0" \| \| |                    |                                  |            |
| |                    |                                  |            |
| Kilde: ProCyclingStats |                    |                                  |            |
| Etaperesultat |                    |                                  |            |
| Rytter | Rytter             | Hold                             | Tid        |
| 1. | Bryan Coquard      | B&B Hotels-Vital Concept p/b KTM | 4t 35' 00" |
| 2. | Elia Viviani       | Cofidis                          | + 0"       |
| 3. | Sonny Colbrelli    | Bahrain McLaren                  | + 0"       |
| 4. | Andrea Pasqualon   | Circus-Wanty Gobert              | + 0"       |
| 5. | Clément Venturini  | AG2R La Mondiale                 | + 0"       |
| 6. | Egan Bernal        | Team Ineos                       | + 0"       |
| 7. | Josef Černý        | CCC Team                         | + 0"       |
| 8. | Romain Bardet      | AG2R La Mondiale                 | + 0"       |
| 9. | Anthony Maldonado  | Saint Michel-Auber 93            | + 0"       |
| 10. | Nick van der Lijke | Riwal Readynez                   | + 0"       |

| \| Samlede stilling \| Samlede stilling \| Samlede stilling \| Samlede stilling \| Samlede stilling \| \| Rytter \| Rytter \| Hold \| Tid \| \| \| ---------------- \| ----------------- \| -------------------------------- \| ---------------- \| ---------------- \| \| 1. \| Bryan Coquard \| B&B Hotels-Vital Concept p/b KTM \| 4t 34' 50" \| \| \| 2. \| Elia Viviani \| Cofidis \| + 4" \| \| \| 3. \| Lilian Calmejane \| Total Direct Énergie \| + 5" \| \| \| 4. \| Sonny Colbrelli \| Bahrain McLaren \| + 6" \| \| \| 5. \| Andreas Kron \| Riwal Readynez \| + 9" \| \| \| 6. \| Andrea Pasqualon \| Circus-Wanty Gobert \| + 10" \| \| \| 7. \| Clément Venturini \| AG2R La Mondiale \| + 10" \| \| \| 8. \| Egan Bernal \| Team Ineos \| + 10" \| \| \| 9. \| Josef Černý \| CCC Team \| + 10" \| \| \| 10. \| Romain Bardet \| AG2R La Mondiale \| + 10" \| \| |                   |                                  |            |
| |                   |                                  |            |
| Kilde: ProCyclingStats |                   |                                  |            |
| Samlede stilling |                   |                                  |            |
| Rytter | Rytter            | Hold                             | Tid        |
| 1. | Bryan Coquard     | B&B Hotels-Vital Concept p/b KTM | 4t 34' 50" |
| 2. | Elia Viviani      | Cofidis                          | + 4"       |
| 3. | Lilian Calmejane  | Total Direct Énergie             | + 5"       |
| 4. | Sonny Colbrelli   | Bahrain McLaren                  | + 6"       |
| 5. | Andreas Kron      | Riwal Readynez                   | + 9"       |
| 6. | Andrea Pasqualon  | Circus-Wanty Gobert              | + 10"      |
| 7. | Clément Venturini | AG2R La Mondiale                 | + 10"      |
| 8. | Egan Bernal       | Team Ineos                       | + 10"      |
| 9. | Josef Černý       | CCC Team                         | + 10"      |
| 10. | Romain Bardet     | AG2R La Mondiale                 | + 10"      |

### 2. etape
| \| Etaperesultat \| Etaperesultat \| Etaperesultat \| Etaperesultat \| Etaperesultat \| \| Rytter \| Rytter \| Hold \| Tid \| \| \| ------------- \| -------------------- \| -------------------------------- \| ------------- \| ------------- \| \| 1. \| Sonny Colbrelli \| Bahrain McLaren \| 4t 22' 22" \| \| \| 2. \| Bryan Coquard \| B&B Hotels-Vital Concept p/b KTM \| + 0" \| \| \| 3. \| Niccolò Bonifazio \| Total Direct Énergie \| + 0" \| \| \| 4. \| Arvid de Kleijn \| Riwal Readynez \| + 0" \| \| \| 5. \| Clément Venturini \| AG2R La Mondiale \| + 0" \| \| \| 6. \| Andrea Pasqualon \| Circus-Wanty Gobert \| + 0" \| \| \| 7. \| Matteo Malucelli \| Caja Rural-Seguros RGA \| + 0" \| \| \| 8. \| Elia Viviani \| Cofidis \| + 0" \| \| \| 9. \| Warren Barguil \| Arkéa-Samsic \| + 0" \| \| \| 10. \| David González López \| Caja Rural-Seguros RGA \| + 0" \| \| |                      |                                  |            |
| |                      |                                  |            |
| Kilde: ProCyclingStats |                      |                                  |            |
| Etaperesultat |                      |                                  |            |
| Rytter | Rytter               | Hold                             | Tid        |
| 1. | Sonny Colbrelli      | Bahrain McLaren                  | 4t 22' 22" |
| 2. | Bryan Coquard        | B&B Hotels-Vital Concept p/b KTM | + 0"       |
| 3. | Niccolò Bonifazio    | Total Direct Énergie             | + 0"       |
| 4. | Arvid de Kleijn      | Riwal Readynez                   | + 0"       |
| 5. | Clément Venturini    | AG2R La Mondiale                 | + 0"       |
| 6. | Andrea Pasqualon     | Circus-Wanty Gobert              | + 0"       |
| 7. | Matteo Malucelli     | Caja Rural-Seguros RGA           | + 0"       |
| 8. | Elia Viviani         | Cofidis                          | + 0"       |
| 9. | Warren Barguil       | Arkéa-Samsic                     | + 0"       |
| 10. | David González López | Caja Rural-Seguros RGA           | + 0"       |

| \| Samlede stilling \| Samlede stilling \| Samlede stilling \| Samlede stilling \| Samlede stilling \| \| Rytter \| Rytter \| Hold \| Tid \| \| \| ---------------- \| ----------------- \| -------------------------------- \| ---------------- \| ---------------- \| \| 1. \| Bryan Coquard \| B&B Hotels-Vital Concept p/b KTM \| 8t 57' 07" \| \| \| 2. \| Sonny Colbrelli \| Bahrain McLaren \| + 2" \| \| \| 3. \| Elia Viviani \| Cofidis \| + 10" \| \| \| 4. \| Lilian Calmejane \| Total Direct Énergie \| + 11" \| \| \| 5. \| Niccolò Bonifazio \| Total Direct Énergie \| + 12" \| \| \| 6. \| Michał Paluta \| CCC Team \| + 12" \| \| \| 7. \| Emil Vinjebo \| Riwal Readynez \| + 12" \| \| \| 8. \| Ibai Azurmendi \| Euskaltel-Euskadi \| + 15" \| \| \| 9. \| Andreas Kron \| Riwal Readynez \| + 15" \| \| \| 10. \| Clément Venturini \| AG2R La Mondiale \| + 16" \| \| |                   |                                  |            |
| |                   |                                  |            |
| Kilde: ProCyclingStats |                   |                                  |            |
| Samlede stilling |                   |                                  |            |
| Rytter | Rytter            | Hold                             | Tid        |
| 1. | Bryan Coquard     | B&B Hotels-Vital Concept p/b KTM | 8t 57' 07" |
| 2. | Sonny Colbrelli   | Bahrain McLaren                  | + 2"       |
| 3. | Elia Viviani      | Cofidis                          | + 10"      |
| 4. | Lilian Calmejane  | Total Direct Énergie             | + 11"      |
| 5. | Niccolò Bonifazio | Total Direct Énergie             | + 12"      |
| 6. | Michał Paluta     | CCC Team                         | + 12"      |
| 7. | Emil Vinjebo      | Riwal Readynez                   | + 12"      |
| 8. | Ibai Azurmendi    | Euskaltel-Euskadi                | + 15"      |
| 9. | Andreas Kron      | Riwal Readynez                   | + 15"      |
| 10. | Clément Venturini | AG2R La Mondiale                 | + 16"      |

### 3. etape
| \| Etaperesultat \| Etaperesultat \| Etaperesultat \| Etaperesultat \| Etaperesultat \| \| Rytter \| Rytter \| Hold \| Tid \| \| \| ------------- \| --------------------- \| ---------------- \| ------------- \| ------------- \| \| 1. \| Egan Bernal \| Team Ineos \| 4t 36' 44" \| \| \| 2. \| Pavel Sivakov \| Team Ineos \| + 10" \| \| \| 3. \| Aleksandr Vlasov \| Astana \| + 17" \| \| \| 4. \| Thibaut Pinot \| Groupama-FDJ \| + 31" \| \| \| 5. \| Bauke Mollema \| Trek-Segafredo \| + 1' 05" \| \| \| 6. \| Warren Barguil \| Arkéa-Samsic \| + 1' 09" \| \| \| 7. \| Richie Porte \| Trek-Segafredo \| + 1' 11" \| \| \| 8. \| Romain Bardet \| AG2R La Mondiale \| + 1' 18" \| \| \| 9. \| Sébastien Reichenbach \| Groupama-FDJ \| + 1' 39" \| \| \| 10. \| Rafael Valls \| Bahrain McLaren \| + 1' 39" \| \| |                       |                  |            |
| |                       |                  |            |
| Kilde: ProCyclingStats |                       |                  |            |
| Etaperesultat |                       |                  |            |
| Rytter | Rytter                | Hold             | Tid        |
| 1. | Egan Bernal           | Team Ineos       | 4t 36' 44" |
| 2. | Pavel Sivakov         | Team Ineos       | + 10"      |
| 3. | Aleksandr Vlasov      | Astana           | + 17"      |
| 4. | Thibaut Pinot         | Groupama-FDJ     | + 31"      |
| 5. | Bauke Mollema         | Trek-Segafredo   | + 1' 05"   |
| 6. | Warren Barguil        | Arkéa-Samsic     | + 1' 09"   |
| 7. | Richie Porte          | Trek-Segafredo   | + 1' 11"   |
| 8. | Romain Bardet         | AG2R La Mondiale | + 1' 18"   |
| 9. | Sébastien Reichenbach | Groupama-FDJ     | + 1' 39"   |
| 10. | Rafael Valls          | Bahrain McLaren  | + 1' 39"   |

| \| Samlede stilling \| Samlede stilling \| Samlede stilling \| Samlede stilling \| Samlede stilling \| \| Rytter \| Rytter \| Hold \| Tid \| \| \| ---------------- \| --------------------- \| ---------------- \| ---------------- \| ---------------- \| \| 1. \| Egan Bernal \| Team Ineos \| 13t 33' 57" \| \| \| 2. \| Pavel Sivakov \| Team Ineos \| + 14" \| \| \| 3. \| Aleksandr Vlasov \| Astana \| + 23" \| \| \| 4. \| Thibaut Pinot \| Groupama-FDJ \| + 41" \| \| \| 5. \| Bauke Mollema \| Trek-Segafredo \| + 1' 15" \| \| \| 6. \| Warren Barguil \| Arkéa-Samsic \| + 1' 19" \| \| \| 7. \| Richie Porte \| Trek-Segafredo \| + 1' 21" \| \| \| 8. \| Romain Bardet \| AG2R La Mondiale \| + 1' 28" \| \| \| 9. \| Rafael Valls \| Bahrain McLaren \| + 1' 49" \| \| \| 10. \| Sébastien Reichenbach \| Groupama-FDJ \| + 1' 49" \| \| |                       |                  |             |
| |                       |                  |             |
| Kilde: ProCyclingStats |                       |                  |             |
| Samlede stilling |                       |                  |             |
| Rytter | Rytter                | Hold             | Tid         |
| 1. | Egan Bernal           | Team Ineos       | 13t 33' 57" |
| 2. | Pavel Sivakov         | Team Ineos       | + 14"       |
| 3. | Aleksandr Vlasov      | Astana           | + 23"       |
| 4. | Thibaut Pinot         | Groupama-FDJ     | + 41"       |
| 5. | Bauke Mollema         | Trek-Segafredo   | + 1' 15"    |
| 6. | Warren Barguil        | Arkéa-Samsic     | + 1' 19"    |
| 7. | Richie Porte          | Trek-Segafredo   | + 1' 21"    |
| 8. | Romain Bardet         | AG2R La Mondiale | + 1' 28"    |
| 9. | Rafael Valls          | Bahrain McLaren  | + 1' 49"    |
| 10. | Sébastien Reichenbach | Groupama-FDJ     | + 1' 49"    |

### 4. etape
| \| Etaperesultat \| Etaperesultat \| Etaperesultat \| Etaperesultat \| Etaperesultat \| \| Rytter \| Rytter \| Hold \| Tid \| \| \| ------------- \| ----------------- \| ---------------- \| ------------- \| ------------- \| \| 1. \| Benoît Cosnefroy \| AG2R La Mondiale \| 4t 23' 28" \| \| \| 2. \| Bauke Mollema \| Trek-Segafredo \| + 2" \| \| \| 3. \| Thibaut Pinot \| Groupama-FDJ \| + 2" \| \| \| 4. \| Egan Bernal \| Team Ineos \| + 2" \| \| \| 5. \| Aleksandr Vlasov \| Astana \| + 2" \| \| \| 6. \| Alexis Vuillermoz \| AG2R La Mondiale \| + 7" \| \| \| 7. \| Pavel Sivakov \| Team Ineos \| + 7" \| \| \| 8. \| Richie Porte \| Trek-Segafredo \| + 7" \| \| \| 9. \| Rafael Valls \| Bahrain McLaren \| + 10" \| \| \| 10. \| Warren Barguil \| Arkéa-Samsic \| + 12" \| \| |                   |                  |            |
| |                   |                  |            |
| Kilde: ProCyclingStats |                   |                  |            |
| Etaperesultat |                   |                  |            |
| Rytter | Rytter            | Hold             | Tid        |
| 1. | Benoît Cosnefroy  | AG2R La Mondiale | 4t 23' 28" |
| 2. | Bauke Mollema     | Trek-Segafredo   | + 2"       |
| 3. | Thibaut Pinot     | Groupama-FDJ     | + 2"       |
| 4. | Egan Bernal       | Team Ineos       | + 2"       |
| 5. | Aleksandr Vlasov  | Astana           | + 2"       |
| 6. | Alexis Vuillermoz | AG2R La Mondiale | + 7"       |
| 7. | Pavel Sivakov     | Team Ineos       | + 7"       |
| 8. | Richie Porte      | Trek-Segafredo   | + 7"       |
| 9. | Rafael Valls      | Bahrain McLaren  | + 10"      |
| 10. | Warren Barguil    | Arkéa-Samsic     | + 12"      |

## Resultater
| \| Samlede stilling \| Samlede stilling \| Samlede stilling \| Samlede stilling \| Samlede stilling \| \| Rytter \| Rytter \| Hold \| Tid \| \| \| ---------------- \| --------------------- \| ---------------- \| ---------------- \| ---------------- \| \| 1. \| Egan Bernal \| Team Ineos \| 17t 57' 25" \| \| \| 2. \| Pavel Sivakov \| Team Ineos \| + 19" \| \| \| 3. \| Aleksandr Vlasov \| Astana \| + 23" \| \| \| 4. \| Thibaut Pinot \| Groupama-FDJ \| + 37" \| \| \| 5. \| Bauke Mollema \| Trek-Segafredo \| + 1' 09" \| \| \| 6. \| Richie Porte \| Trek-Segafredo \| + 1' 26" \| \| \| 7. \| Warren Barguil \| Arkéa-Samsic \| + 1' 27" \| \| \| 8. \| Romain Bardet \| AG2R La Mondiale \| + 1' 53" \| \| \| 9. \| Rafael Valls \| Bahrain McLaren \| + 1' 57" \| \| \| 10. \| Sébastien Reichenbach \| Groupama-FDJ \| + 2' 00" \| \| |                       |                  |             |
| |                       |                  |             |
| Kilde: ProCyclingStats |                       |                  |             |
| Samlede stilling |                       |                  |             |
| Rytter | Rytter                | Hold             | Tid         |
| 1. | Egan Bernal           | Team Ineos       | 17t 57' 25" |
| 2. | Pavel Sivakov         | Team Ineos       | + 19"       |
| 3. | Aleksandr Vlasov      | Astana           | + 23"       |
| 4. | Thibaut Pinot         | Groupama-FDJ     | + 37"       |
| 5. | Bauke Mollema         | Trek-Segafredo   | + 1' 09"    |
| 6. | Richie Porte          | Trek-Segafredo   | + 1' 26"    |
| 7. | Warren Barguil        | Arkéa-Samsic     | + 1' 27"    |
| 8. | Romain Bardet         | AG2R La Mondiale | + 1' 53"    |
| 9. | Rafael Valls          | Bahrain McLaren  | + 1' 57"    |
| 10. | Sébastien Reichenbach | Groupama-FDJ     | + 2' 00"    |

| Samlede stilling | Samlede stilling      | Samlede stilling | Samlede stilling | Samlede stilling |
| Rytter           | Rytter                | Hold             | Tid              |                  |
| ---------------- | --------------------- | ---------------- | ---------------- | ---------------- |
| 1.               | Egan Bernal           | Team Ineos       | 17t 57' 25"      |                  |
| 2.               | Pavel Sivakov         | Team Ineos       | + 19"            |                  |
| 3.               | Aleksandr Vlasov      | Astana           | + 23"            |                  |
| 4.               | Thibaut Pinot         | Groupama-FDJ     | + 37"            |                  |
| 5.               | Bauke Mollema         | Trek-Segafredo   | + 1' 09"         |                  |
| 6.               | Richie Porte          | Trek-Segafredo   | + 1' 26"         |                  |
| 7.               | Warren Barguil        | Arkéa-Samsic     | + 1' 27"         |                  |
| 8.               | Romain Bardet         | AG2R La Mondiale | + 1' 53"         |                  |
| 9.               | Rafael Valls          | Bahrain McLaren  | + 1' 57"         |                  |
| 10.              | Sébastien Reichenbach | Groupama-FDJ     | + 2' 00"         |                  |

| Pointkonkurrence | Pointkonkurrence | Pointkonkurrence                 | Pointkonkurrence | Pointkonkurrence |
| Rytter           | Rytter           | Hold                             | Point            |                  |
| ---------------- | ---------------- | -------------------------------- | ---------------- | ---------------- |
| 1.               | Egan Bernal      | Team Ineos                       | 37 point         |                  |
| 2.               | Bryan Coquard    | B&B Hotels-Vital Concept p/b KTM | 37 point         |                  |
| 3.               | Sonny Colbrelli  | Bahrain McLaren                  | 35 point         |                  |
| 4.               | Elia Viviani     | Cofidis                          | 25 point         |                  |
| 5.               | Andrea Pasqualon | Circus-Wanty Gobert              | 23 point         |                  |

| Pointkonkurrence | Pointkonkurrence | Pointkonkurrence                 | Pointkonkurrence | Pointkonkurrence |
| Rytter           | Rytter           | Hold                             | Point            |                  |
| ---------------- | ---------------- | -------------------------------- | ---------------- | ---------------- |
| 1.               | Egan Bernal      | Team Ineos                       | 37 point         |                  |
| 2.               | Bryan Coquard    | B&B Hotels-Vital Concept p/b KTM | 37 point         |                  |
| 3.               | Sonny Colbrelli  | Bahrain McLaren                  | 35 point         |                  |
| 4.               | Elia Viviani     | Cofidis                          | 25 point         |                  |
| 5.               | Andrea Pasqualon | Circus-Wanty Gobert              | 23 point         |                  |

| Bjergkonkurrence | Bjergkonkurrence | Bjergkonkurrence     | Bjergkonkurrence | Bjergkonkurrence |
| Rytter           | Rytter           | Hold                 | Point            |                  |
| ---------------- | ---------------- | -------------------- | ---------------- | ---------------- |
| 1.               | Lilian Calmejane | Total Direct Énergie | 33 point         |                  |
| 2.               | Harold Tejada    | Astana               | 20 point         |                  |
| 3.               | Georg Zimmermann | CCC Team             | 17 point         |                  |
| 4.               | Julien Bernard   | Trek-Segafredo       | 16 point         |                  |
| 5.               | Egan Bernal      | Team Ineos           | 12 point         |                  |

| Bjergkonkurrence | Bjergkonkurrence | Bjergkonkurrence     | Bjergkonkurrence | Bjergkonkurrence |
| Rytter           | Rytter           | Hold                 | Point            |                  |
| ---------------- | ---------------- | -------------------- | ---------------- | ---------------- |
| 1.               | Lilian Calmejane | Total Direct Énergie | 33 point         |                  |
| 2.               | Harold Tejada    | Astana               | 20 point         |                  |
| 3.               | Georg Zimmermann | CCC Team             | 17 point         |                  |
| 4.               | Julien Bernard   | Trek-Segafredo       | 16 point         |                  |
| 5.               | Egan Bernal      | Team Ineos           | 12 point         |                  |

| Ungdomskonkurrence | Ungdomskonkurrence | Ungdomskonkurrence       | Ungdomskonkurrence | Ungdomskonkurrence |
| Rytter             | Rytter             | Hold                     | Tid                |                    |
| ------------------ | ------------------ | ------------------------ | ------------------ | ------------------ |
| 1.                 | Egan Bernal        | Team Ineos               | 17t 57' 27"        |                    |
| 2.                 | Pavel Sivakov      | Team Ineos               | + 19"              |                    |
| 3.                 | Aleksandr Vlasov   | Astana                   | + 23"              |                    |
| 4.                 | Rémy Rochas        | Nippo-Delko One Provence | + 2' 15"           |                    |
| 5.                 | Valentin Madouas   | Groupama-FDJ             | + 2' 52"           |                    |

| Ungdomskonkurrence | Ungdomskonkurrence | Ungdomskonkurrence       | Ungdomskonkurrence | Ungdomskonkurrence |
| Rytter             | Rytter             | Hold                     | Tid                |                    |
| ------------------ | ------------------ | ------------------------ | ------------------ | ------------------ |
| 1.                 | Egan Bernal        | Team Ineos               | 17t 57' 27"        |                    |
| 2.                 | Pavel Sivakov      | Team Ineos               | + 19"              |                    |
| 3.                 | Aleksandr Vlasov   | Astana                   | + 23"              |                    |
| 4.                 | Rémy Rochas        | Nippo-Delko One Provence | + 2' 15"           |                    |
| 5.                 | Valentin Madouas   | Groupama-FDJ             | + 2' 52"           |                    |

### Holdkonkurrencen
| Holdkonkurrence | Holdkonkurrence  | Holdkonkurrence | Holdkonkurrence |
| Hold            | Hold             | Tid             |                 |
| --------------- | ---------------- | --------------- | --------------- |
| 1.              | Trek-Segafredo   | 53t 57' 51"     |                 |
| 2.              | Groupama-FDJ     | + 9"            |                 |
| 3.              | AG2R La Mondiale | + 59"           |                 |
| 4.              | Astana           | + 2' 51"        |                 |
| 5.              | Ineos            | + 3' 00"        |                 |

## Startliste
| Team Ineos INS | Team Ineos INS             | Team Ineos INS |
| -------------- | -------------------------- | -------------- |
| Nr.            | Rytter                     | Placering      |
| 1              | Egan Bernal (COL)          | 1.             |
| 2              | Chris Froome (GBR)         | 37.            |
| 3              | Andrey Amador (CRC)        | 61.            |
| 4              | Jonathan Castroviejo (ESP) | 54.            |
| 5              | Tao Geoghegan Hart (GBR)   | 52.            |
| 6              | Pavel Sivakov (RUS)        | 2.             |
| 7              | Dylan van Baarle (NED)     | 73.            |

| AG2R La Mondiale ALM | AG2R La Mondiale ALM    | AG2R La Mondiale ALM |
| -------------------- | ----------------------- | -------------------- |
| Nr.                  | Rytter                  | Placering            |
| 11                   | Romain Bardet (FRA)     | 8.                   |
| 12                   | Benoît Cosnefroy (FRA)  | 57.                  |
| 13                   | Mikaël Cherel (FRA)     | 27.                  |
| 14                   | Tony Gallopin (FRA)     | 24.                  |
| 15                   | Pierre Latour (FRA)     | 47.                  |
| 16                   | Clément Venturini (FRA) | 62.                  |
| 17                   | Alexis Vuillermoz (FRA) | 12.                  |

| Bardiani CSF Faizanè BCF | Bardiani CSF Faizanè BCF | Bardiani CSF Faizanè BCF |
| ------------------------ | ------------------------ | ------------------------ |
| Nr.                      | Rytter                   | Placering                |
| 21                       | Giovanni Carboni (ITA)   | 20.                      |
| 22                       | Marco Benfatto (ITA)     | DNF-3                    |
| 23                       | Giovanni Lonardi (ITA)   | 122.                     |
| 24                       | Alessandro Monaco (ITA)  | DNF-4                    |
| 25                       | Umberto Orsini (ITA)     | 88.                      |
| 26                       | Manuel Senni (ITA)       | 60.                      |
| 27                       | Filippo Zana (ITA)       | 78.                      |

| B&B Hotels-Vital Concept p/b KTM BVC | B&B Hotels-Vital Concept p/b KTM BVC | B&B Hotels-Vital Concept p/b KTM BVC |
| ------------------------------------ | ------------------------------------ | ------------------------------------ |
| Nr.                                  | Rytter                               | Placering                            |
| 31                                   | Bryan Coquard (FRA)                  | 43.                                  |
| 32                                   | Frederik Backaert (BEL)              | 83.                                  |
| 33                                   | Cyril Barthe (FRA)                   | 79.                                  |
| 34                                   | Maxime Cam (FRA)                     | 126.                                 |
| 35                                   | Jens Debusschere (BEL)               | 82.                                  |
| 36                                   | Julien Morice (FRA)                  | 123.                                 |
| 37                                   | Kévin Réza (FRA)                     | 113.                                 |

| Cofidis COF | Cofidis COF              | Cofidis COF |
| ----------- | ------------------------ | ----------- |
| Nr.         | Rytter                   | Placering   |
| 41          | Elia Viviani (ITA)       |             |
| 42          | Simone Consonni (ITA)    | 101.        |
| 43          | Marco Mathis (GER)       | 124.        |
| 44          | Christophe Laporte (FRA) | 103.        |
| 45          | Cyril Lemoine (FRA)      | 125.        |
| 46          | Fabio Sabatini (ITA)     | 111.        |
| 47          | Kenneth Vanbilsen (BEL)  | 117.        |

| Groupama-FDJ GFC | Groupama-FDJ GFC            | Groupama-FDJ GFC |
| ---------------- | --------------------------- | ---------------- |
| Nr.              | Rytter                      | Placering        |
| 51               | Thibaut Pinot (FRA)         | 4.               |
| 52               | Bruno Armirail (FRA)        | 40.              |
| 53               | Antoine Duchesne (CAN)      | 95.              |
| 54               | Matthieu Ladagnous (FRA)    | 58.              |
| 55               | Tobias Ludvigsson (SWE)     | 74.              |
| 56               | Valentin Madouas (FRA)      | 14.              |
| 57               | Sébastien Reichenbach (SUI) | 10.              |

| Astana AST | Astana AST               | Astana AST |
| ---------- | ------------------------ | ---------- |
| Nr.        | Rytter                   | Placering  |
| 61         | Miguel Ángel López (COL) | 26.        |
| 62         | Hernando Bohórquez (COL) | 39.        |
| 63         | Omar Fraile (ESP)        | 41.        |
| 64         | Merhawi Kudus (ERI)      | 17.        |
| 65         | Aleksandr Vlasov (RUS)   | 3.         |
| 66         | Luis León Sánchez (ESP)  | 30.        |
| 67         | Harold Tejada (COL)      | 45.        |

| Arkéa-Samsic ARK | Arkéa-Samsic ARK         | Arkéa-Samsic ARK |
| ---------------- | ------------------------ | ---------------- |
| Nr.              | Rytter                   | Placering        |
| 71               | Warren Barguil (FRA)     | 7.               |
| 72               | Maxime Bouet (FRA)       | 32.              |
| 73               | Thibault Guernalec (FRA) | 115.             |
| 74               | Kévin Ledanois (FRA)     | 38.              |
| 75               | Connor Swift (GBR)       | 44.              |
| 76               | Alan Riou (FRA)          | 100.             |
| 77               | Bram Welten (NED)        | 105.             |

| Total Direct Énergie TDE | Total Direct Énergie TDE | Total Direct Énergie TDE |
| ------------------------ | ------------------------ | ------------------------ |
| Nr.                      | Rytter                   | Placering                |
| 81                       | Lilian Calmejane (FRA)   | 69.                      |
| 82                       | Niccolò Bonifazio (ITA)  | 96.                      |
| 83                       | Jérémy Cabot (FRA)       | 107.                     |
| 84                       | Adrien Petit (FRA)       | DNF-4                    |
| 85                       | Julien Simon (FRA)       | DNS-2                    |
| 86                       | Geoffrey Soupe (FRA)     | 94.                      |
| 87                       | Anthony Turgis (FRA)     | 99.                      |

| Saint Michel-Auber 93 AUB | Saint Michel-Auber 93 AUB | Saint Michel-Auber 93 AUB |
| ------------------------- | ------------------------- | ------------------------- |
| Nr.                       | Rytter                    | Placering                 |
| 91                        | Adrien Guillonnet (FRA)   | 22.                       |
| 92                        | Flavien Maurelet (FRA)    | 91.                       |
| 93                        | Yoann Paillot (FRA)       | 85.                       |
| 94                        | Morne van Niekerk (RSA)   | 129.                      |
| 95                        | Tony Hurel (FRA)          | 109.                      |
| 96                        | Louis Louvet (FRA)        | 104.                      |
| 97                        | Anthony Maldonado (FRA)   | 89.                       |

| Circus-Wanty Gobert CWG | Circus-Wanty Gobert CWG    | Circus-Wanty Gobert CWG |
| ----------------------- | -------------------------- | ----------------------- |
| Nr.                     | Rytter                     | Placering               |
| 101                     | Jeremy Bellicaud (FRA)     | 76.                     |
| 102                     | Aimé De Gendt (BEL)        | 90.                     |
| 103                     | Odd Christian Eiking (NOR) | 29.                     |
| 104                     | Alexander Evans (AUS)      | 97.                     |
| 105                     | Andrea Pasqualon (ITA)     | 64.                     |
| 106                     | Simone Petilli (ITA)       | 16.                     |
| 107                     | Théo Delacroix (FRA)       | 112.                    |

| Bike Aid BAI | Bike Aid BAI               | Bike Aid BAI |
| ------------ | -------------------------- | ------------ |
| Nr.          | Rytter                     | Placering    |
| 111          | Nikodemus Holler (GER)     | 118.         |
| 112          | Adne van Engelen (NED)     | 68.          |
| 113          | Lucas Carstensen (GER)     |              |
| 114          | Matthias Schnapka (GER)    | DNF-1        |
| 115          | Jesse de Rooij (NED)       | DNF-3        |
| 116          | Erik Bergström Frisk (SWE) | 51.          |
| 117          | Frederik Dombrowski (GER)  | 81.          |

| Caja Rural-Seguros RGA CJR | Caja Rural-Seguros RGA CJR | Caja Rural-Seguros RGA CJR |
| -------------------------- | -------------------------- | -------------------------- |
| Nr.                        | Rytter                     | Placering                  |
| 121                        | Jhojan García (COL)        | 15.                        |
| 122                        | Aritz Bagües (ESP)         | 75.                        |
| 123                        | Julen Amezqueta (ESP)      | 18.                        |
| 124                        | Álvaro Cuadros (ESP)       | 28.                        |
| 125                        | Matteo Malucelli (ITA)     | 82.                        |
| 126                        | David González López (ESP) | 66.                        |
| 127                        | Héctor Sáez (ESP)          | DNF-4                      |

| Natura4Ever-Roubaix Lille Métropole NRL | Natura4Ever-Roubaix Lille Métropole NRL | Natura4Ever-Roubaix Lille Métropole NRL |
| --------------------------------------- | --------------------------------------- | --------------------------------------- |
| Nr.                                     | Rytter                                  | Placering                               |
| 131                                     | Julien Antomarchi (FRA)                 |                                         |
| 132                                     | Thibault Ferasse (FRA)                  | 33.                                     |
| 133                                     | Pierre Idjouadiène (FRA)                | DNF-4                                   |
| 134                                     | Samuel Leroux (FRA)                     | 114.                                    |
| 135                                     | Mathias De Witte (BEL)                  | 34.                                     |
| 136                                     | Emiel Vermeulen (BEL)                   | 128.                                    |
| 137                                     | Jordan Levasseur (FRA)                  | DNF-1                                   |

| Euskaltel-Euskadi EUS | Euskaltel-Euskadi EUS  | Euskaltel-Euskadi EUS |
| --------------------- | ---------------------- | --------------------- |
| Nr.                   | Rytter                 | Placering             |
| 141                   | Antonio Angulo (ESP)   | 86.                   |
| 142                   | Unai Cuadrado (ESP)    | 80.                   |
| 143                   | Dzmitry Zhyhunou (BLR) | 121.                  |
| 144                   | Ibai Azurmendi (ESP)   | 93.                   |
| 145                   | Mikel Iturria (ESP)    | 25.                   |
| 146                   | Joan Bou (ESP)         | DNF-4                 |
| 147                   | Garikoitz Bravo (ESP)  | 63.                   |

| Nippo-Delko One Provence NDP | Nippo-Delko One Provence NDP | Nippo-Delko One Provence NDP |
| ---------------------------- | ---------------------------- | ---------------------------- |
| Nr.                          | Rytter                       | Placering                    |
| 151                          | Eduard-Michael Grosu (ROU)   | DNF-1                        |
| 152                          | Evaldas Šiškevicius (LTU)    | 116.                         |
| 153                          | Fumiyuki Beppu (JPN)         | DNF-3                        |
| 154                          | José Gonçalves (POR)         | 53.                          |
| 155                          | Rémy Rochas (FRA)            | 11.                          |
| 156                          | Julien Trarieux (FRA)        | 98.                          |
| 157                          | Romain Combaud (FRA)         | 35.                          |

| Bahrain McLaren TBM | Bahrain McLaren TBM       | Bahrain McLaren TBM |
| ------------------- | ------------------------- | ------------------- |
| Nr.                 | Rytter                    | Placering           |
| 161                 | Enrico Battaglin (ITA)    | 65.                 |
| 162                 | Santiago Buitrago (COL)   | DNF-3               |
| 163                 | Sonny Colbrelli (ITA)     | 72.                 |
| 164                 | Scott Davies (GBR)        | 42.                 |
| 165                 | Kevin Inkelaar (NED)      | 36.                 |
| 166                 | Hermann Pernsteiner (AUT) | 19.                 |
| 167                 | Rafael Valls (ESP)        | 9.                  |

| Trek-Segafredo TFS | Trek-Segafredo TFS    | Trek-Segafredo TFS |
| ------------------ | --------------------- | ------------------ |
| Nr.                | Rytter                | Placering          |
| 171                | Richie Porte (AUS)    | 6.                 |
| 172                | Julien Bernard (FRA)  | 46.                |
| 173                | William Clarke (AUS)  | 102.               |
| 174                | Niklas Eg (DEN)       | 21.                |
| 175                | Kenny Elissonde (FRA) | 13.                |
| 176                | Bauke Mollema (NED)   | 5.                 |
| 177                | Michel Ries (LUX)     | 31.                |

| CCC Team CCC | CCC Team CCC                   | CCC Team CCC |
| ------------ | ------------------------------ | ------------ |
| Nr.          | Rytter                         | Placering    |
| 181          | Josef Černý (CZE)              | 55.          |
| 182          | Michał Paluta (POL) (landevej) | 87.          |
| 183          | Joey Rosskopf (USA)            | 50.          |
| 184          | Guillaume Van Keirsbulck (BEL) | 127.         |
| 185          | Fausto Masnada (ITA)           | 23.          |
| 186          | Łukasz Wiśniowski (POL)        | 108.         |
| 187          | Georg Zimmermann (GER)         | 56.          |

| Riwal Readynez RIW | Riwal Readynez RIW       | Riwal Readynez RIW |
| ------------------ | ------------------------ | ------------------ |
| Nr.                | Rytter                   | Placering          |
| 191                | August Jensen (NOR)      | DNF-2              |
| 192                | Christoffer Lisson (DEN) | 110.               |
| 193                | Nick van der Lijke (NED) | 71.                |
| 194                | Andreas Kron (DEN)       | DNF-3              |
| 195                | Emil Vinjebo (DEN)       | 77.                |
| 196                | Piotr Havik (NED)        | 92.                |
| 197                | Arvid de Kleijn (NED)    | 119.               |

| Equipo Kern Pharma EKP | Equipo Kern Pharma EKP | Equipo Kern Pharma EKP |
| ---------------------- | ---------------------- | ---------------------- |
| Nr.                    | Rytter                 | Placering              |
| 201                    | Iván Moreno (ESP)      | 59.                    |
| 202                    | Martí Márquez (ESP)    | 49.                    |
| 203                    | José Félix Parra (ESP) | 48.                    |
| 204                    | Martín Bouzas (ESP)    | DNF-4                  |
| 205                    | Ibon Ruiz (ESP)        | 67.                    |
| 206                    | Sergio Araiz (ESP)     | 120.                   |
| 207                    | Jordi López (ESP)      | 70.                    |

| Team Ineos INS | Team Ineos INS             | Team Ineos INS |
| -------------- | -------------------------- | -------------- |
| Nr.            | Rytter                     | Placering      |
| 1              | Egan Bernal (COL)          | 1.             |
| 2              | Chris Froome (GBR)         | 37.            |
| 3              | Andrey Amador (CRC)        | 61.            |
| 4              | Jonathan Castroviejo (ESP) | 54.            |
| 5              | Tao Geoghegan Hart (GBR)   | 52.            |
| 6              | Pavel Sivakov (RUS)        | 2.             |
| 7              | Dylan van Baarle (NED)     | 73.            |

| AG2R La Mondiale ALM | AG2R La Mondiale ALM    | AG2R La Mondiale ALM |
| -------------------- | ----------------------- | -------------------- |
| Nr.                  | Rytter                  | Placering            |
| 11                   | Romain Bardet (FRA)     | 8.                   |
| 12                   | Benoît Cosnefroy (FRA)  | 57.                  |
| 13                   | Mikaël Cherel (FRA)     | 27.                  |
| 14                   | Tony Gallopin (FRA)     | 24.                  |
| 15                   | Pierre Latour (FRA)     | 47.                  |
| 16                   | Clément Venturini (FRA) | 62.                  |
| 17                   | Alexis Vuillermoz (FRA) | 12.                  |

| Bardiani CSF Faizanè BCF | Bardiani CSF Faizanè BCF | Bardiani CSF Faizanè BCF |
| ------------------------ | ------------------------ | ------------------------ |
| Nr.                      | Rytter                   | Placering                |
| 21                       | Giovanni Carboni (ITA)   | 20.                      |
| 22                       | Marco Benfatto (ITA)     | DNF-3                    |
| 23                       | Giovanni Lonardi (ITA)   | 122.                     |
| 24                       | Alessandro Monaco (ITA)  | DNF-4                    |
| 25                       | Umberto Orsini (ITA)     | 88.                      |
| 26                       | Manuel Senni (ITA)       | 60.                      |
| 27                       | Filippo Zana (ITA)       | 78.                      |

| B&B Hotels-Vital Concept p/b KTM BVC | B&B Hotels-Vital Concept p/b KTM BVC | B&B Hotels-Vital Concept p/b KTM BVC |
| ------------------------------------ | ------------------------------------ | ------------------------------------ |
| Nr.                                  | Rytter                               | Placering                            |
| 31                                   | Bryan Coquard (FRA)                  | 43.                                  |
| 32                                   | Frederik Backaert (BEL)              | 83.                                  |
| 33                                   | Cyril Barthe (FRA)                   | 79.                                  |
| 34                                   | Maxime Cam (FRA)                     | 126.                                 |
| 35                                   | Jens Debusschere (BEL)               | 82.                                  |
| 36                                   | Julien Morice (FRA)                  | 123.                                 |
| 37                                   | Kévin Réza (FRA)                     | 113.                                 |

| Cofidis COF | Cofidis COF              | Cofidis COF |
| ----------- | ------------------------ | ----------- |
| Nr.         | Rytter                   | Placering   |
| 41          | Elia Viviani (ITA)       |             |
| 42          | Simone Consonni (ITA)    | 101.        |
| 43          | Marco Mathis (GER)       | 124.        |
| 44          | Christophe Laporte (FRA) | 103.        |
| 45          | Cyril Lemoine (FRA)      | 125.        |
| 46          | Fabio Sabatini (ITA)     | 111.        |
| 47          | Kenneth Vanbilsen (BEL)  | 117.        |

| Groupama-FDJ GFC | Groupama-FDJ GFC            | Groupama-FDJ GFC |
| ---------------- | --------------------------- | ---------------- |
| Nr.              | Rytter                      | Placering        |
| 51               | Thibaut Pinot (FRA)         | 4.               |
| 52               | Bruno Armirail (FRA)        | 40.              |
| 53               | Antoine Duchesne (CAN)      | 95.              |
| 54               | Matthieu Ladagnous (FRA)    | 58.              |
| 55               | Tobias Ludvigsson (SWE)     | 74.              |
| 56               | Valentin Madouas (FRA)      | 14.              |
| 57               | Sébastien Reichenbach (SUI) | 10.              |

| Astana AST | Astana AST               | Astana AST |
| ---------- | ------------------------ | ---------- |
| Nr.        | Rytter                   | Placering  |
| 61         | Miguel Ángel López (COL) | 26.        |
| 62         | Hernando Bohórquez (COL) | 39.        |
| 63         | Omar Fraile (ESP)        | 41.        |
| 64         | Merhawi Kudus (ERI)      | 17.        |
| 65         | Aleksandr Vlasov (RUS)   | 3.         |
| 66         | Luis León Sánchez (ESP)  | 30.        |
| 67         | Harold Tejada (COL)      | 45.        |

| Arkéa-Samsic ARK | Arkéa-Samsic ARK         | Arkéa-Samsic ARK |
| ---------------- | ------------------------ | ---------------- |
| Nr.              | Rytter                   | Placering        |
| 71               | Warren Barguil (FRA)     | 7.               |
| 72               | Maxime Bouet (FRA)       | 32.              |
| 73               | Thibault Guernalec (FRA) | 115.             |
| 74               | Kévin Ledanois (FRA)     | 38.              |
| 75               | Connor Swift (GBR)       | 44.              |
| 76               | Alan Riou (FRA)          | 100.             |
| 77               | Bram Welten (NED)        | 105.             |

| Total Direct Énergie TDE | Total Direct Énergie TDE | Total Direct Énergie TDE |
| ------------------------ | ------------------------ | ------------------------ |
| Nr.                      | Rytter                   | Placering                |
| 81                       | Lilian Calmejane (FRA)   | 69.                      |
| 82                       | Niccolò Bonifazio (ITA)  | 96.                      |
| 83                       | Jérémy Cabot (FRA)       | 107.                     |
| 84                       | Adrien Petit (FRA)       | DNF-4                    |
| 85                       | Julien Simon (FRA)       | DNS-2                    |
| 86                       | Geoffrey Soupe (FRA)     | 94.                      |
| 87                       | Anthony Turgis (FRA)     | 99.                      |

| Saint Michel-Auber 93 AUB | Saint Michel-Auber 93 AUB | Saint Michel-Auber 93 AUB |
| ------------------------- | ------------------------- | ------------------------- |
| Nr.                       | Rytter                    | Placering                 |
| 91                        | Adrien Guillonnet (FRA)   | 22.                       |
| 92                        | Flavien Maurelet (FRA)    | 91.                       |
| 93                        | Yoann Paillot (FRA)       | 85.                       |
| 94                        | Morne van Niekerk (RSA)   | 129.                      |
| 95                        | Tony Hurel (FRA)          | 109.                      |
| 96                        | Louis Louvet (FRA)        | 104.                      |
| 97                        | Anthony Maldonado (FRA)   | 89.                       |

| Circus-Wanty Gobert CWG | Circus-Wanty Gobert CWG    | Circus-Wanty Gobert CWG |
| ----------------------- | -------------------------- | ----------------------- |
| Nr.                     | Rytter                     | Placering               |
| 101                     | Jeremy Bellicaud (FRA)     | 76.                     |
| 102                     | Aimé De Gendt (BEL)        | 90.                     |
| 103                     | Odd Christian Eiking (NOR) | 29.                     |
| 104                     | Alexander Evans (AUS)      | 97.                     |
| 105                     | Andrea Pasqualon (ITA)     | 64.                     |
| 106                     | Simone Petilli (ITA)       | 16.                     |
| 107                     | Théo Delacroix (FRA)       | 112.                    |

| Bike Aid BAI | Bike Aid BAI               | Bike Aid BAI |
| ------------ | -------------------------- | ------------ |
| Nr.          | Rytter                     | Placering    |
| 111          | Nikodemus Holler (GER)     | 118.         |
| 112          | Adne van Engelen (NED)     | 68.          |
| 113          | Lucas Carstensen (GER)     |              |
| 114          | Matthias Schnapka (GER)    | DNF-1        |
| 115          | Jesse de Rooij (NED)       | DNF-3        |
| 116          | Erik Bergström Frisk (SWE) | 51.          |
| 117          | Frederik Dombrowski (GER)  | 81.          |

| Caja Rural-Seguros RGA CJR | Caja Rural-Seguros RGA CJR | Caja Rural-Seguros RGA CJR |
| -------------------------- | -------------------------- | -------------------------- |
| Nr.                        | Rytter                     | Placering                  |
| 121                        | Jhojan García (COL)        | 15.                        |
| 122                        | Aritz Bagües (ESP)         | 75.                        |
| 123                        | Julen Amezqueta (ESP)      | 18.                        |
| 124                        | Álvaro Cuadros (ESP)       | 28.                        |
| 125                        | Matteo Malucelli (ITA)     | 82.                        |
| 126                        | David González López (ESP) | 66.                        |
| 127                        | Héctor Sáez (ESP)          | DNF-4                      |

| Natura4Ever-Roubaix Lille Métropole NRL | Natura4Ever-Roubaix Lille Métropole NRL | Natura4Ever-Roubaix Lille Métropole NRL |
| --------------------------------------- | --------------------------------------- | --------------------------------------- |
| Nr.                                     | Rytter                                  | Placering                               |
| 131                                     | Julien Antomarchi (FRA)                 |                                         |
| 132                                     | Thibault Ferasse (FRA)                  | 33.                                     |
| 133                                     | Pierre Idjouadiène (FRA)                | DNF-4                                   |
| 134                                     | Samuel Leroux (FRA)                     | 114.                                    |
| 135                                     | Mathias De Witte (BEL)                  | 34.                                     |
| 136                                     | Emiel Vermeulen (BEL)                   | 128.                                    |
| 137                                     | Jordan Levasseur (FRA)                  | DNF-1                                   |

| Euskaltel-Euskadi EUS | Euskaltel-Euskadi EUS  | Euskaltel-Euskadi EUS |
| --------------------- | ---------------------- | --------------------- |
| Nr.                   | Rytter                 | Placering             |
| 141                   | Antonio Angulo (ESP)   | 86.                   |
| 142                   | Unai Cuadrado (ESP)    | 80.                   |
| 143                   | Dzmitry Zhyhunou (BLR) | 121.                  |
| 144                   | Ibai Azurmendi (ESP)   | 93.                   |
| 145                   | Mikel Iturria (ESP)    | 25.                   |
| 146                   | Joan Bou (ESP)         | DNF-4                 |
| 147                   | Garikoitz Bravo (ESP)  | 63.                   |

| Nippo-Delko One Provence NDP | Nippo-Delko One Provence NDP | Nippo-Delko One Provence NDP |
| ---------------------------- | ---------------------------- | ---------------------------- |
| Nr.                          | Rytter                       | Placering                    |
| 151                          | Eduard-Michael Grosu (ROU)   | DNF-1                        |
| 152                          | Evaldas Šiškevicius (LTU)    | 116.                         |
| 153                          | Fumiyuki Beppu (JPN)         | DNF-3                        |
| 154                          | José Gonçalves (POR)         | 53.                          |
| 155                          | Rémy Rochas (FRA)            | 11.                          |
| 156                          | Julien Trarieux (FRA)        | 98.                          |
| 157                          | Romain Combaud (FRA)         | 35.                          |

| Bahrain McLaren TBM | Bahrain McLaren TBM       | Bahrain McLaren TBM |
| ------------------- | ------------------------- | ------------------- |
| Nr.                 | Rytter                    | Placering           |
| 161                 | Enrico Battaglin (ITA)    | 65.                 |
| 162                 | Santiago Buitrago (COL)   | DNF-3               |
| 163                 | Sonny Colbrelli (ITA)     | 72.                 |
| 164                 | Scott Davies (GBR)        | 42.                 |
| 165                 | Kevin Inkelaar (NED)      | 36.                 |
| 166                 | Hermann Pernsteiner (AUT) | 19.                 |
| 167                 | Rafael Valls (ESP)        | 9.                  |

| Trek-Segafredo TFS | Trek-Segafredo TFS    | Trek-Segafredo TFS |
| ------------------ | --------------------- | ------------------ |
| Nr.                | Rytter                | Placering          |
| 171                | Richie Porte (AUS)    | 6.                 |
| 172                | Julien Bernard (FRA)  | 46.                |
| 173                | William Clarke (AUS)  | 102.               |
| 174                | Niklas Eg (DEN)       | 21.                |
| 175                | Kenny Elissonde (FRA) | 13.                |
| 176                | Bauke Mollema (NED)   | 5.                 |
| 177                | Michel Ries (LUX)     | 31.                |

| CCC Team CCC | CCC Team CCC                   | CCC Team CCC |
| ------------ | ------------------------------ | ------------ |
| Nr.          | Rytter                         | Placering    |
| 181          | Josef Černý (CZE)              | 55.          |
| 182          | Michał Paluta (POL) (landevej) | 87.          |
| 183          | Joey Rosskopf (USA)            | 50.          |
| 184          | Guillaume Van Keirsbulck (BEL) | 127.         |
| 185          | Fausto Masnada (ITA)           | 23.          |
| 186          | Łukasz Wiśniowski (POL)        | 108.         |
| 187          | Georg Zimmermann (GER)         | 56.          |

| Riwal Readynez RIW | Riwal Readynez RIW       | Riwal Readynez RIW |
| ------------------ | ------------------------ | ------------------ |
| Nr.                | Rytter                   | Placering          |
| 191                | August Jensen (NOR)      | DNF-2              |
| 192                | Christoffer Lisson (DEN) | 110.               |
| 193                | Nick van der Lijke (NED) | 71.                |
| 194                | Andreas Kron (DEN)       | DNF-3              |
| 195                | Emil Vinjebo (DEN)       | 77.                |
| 196                | Piotr Havik (NED)        | 92.                |
| 197                | Arvid de Kleijn (NED)    | 119.               |

| Equipo Kern Pharma EKP | Equipo Kern Pharma EKP | Equipo Kern Pharma EKP |
| ---------------------- | ---------------------- | ---------------------- |
| Nr.                    | Rytter                 | Placering              |
| 201                    | Iván Moreno (ESP)      | 59.                    |
| 202                    | Martí Márquez (ESP)    | 49.                    |
| 203                    | José Félix Parra (ESP) | 48.                    |
| 204                    | Martín Bouzas (ESP)    | DNF-4                  |
| 205                    | Ibon Ruiz (ESP)        | 67.                    |
| 206                    | Sergio Araiz (ESP)     | 120.                   |
| 207                    | Jordi López (ESP)      | 70.                    |